# 阿拉斯河

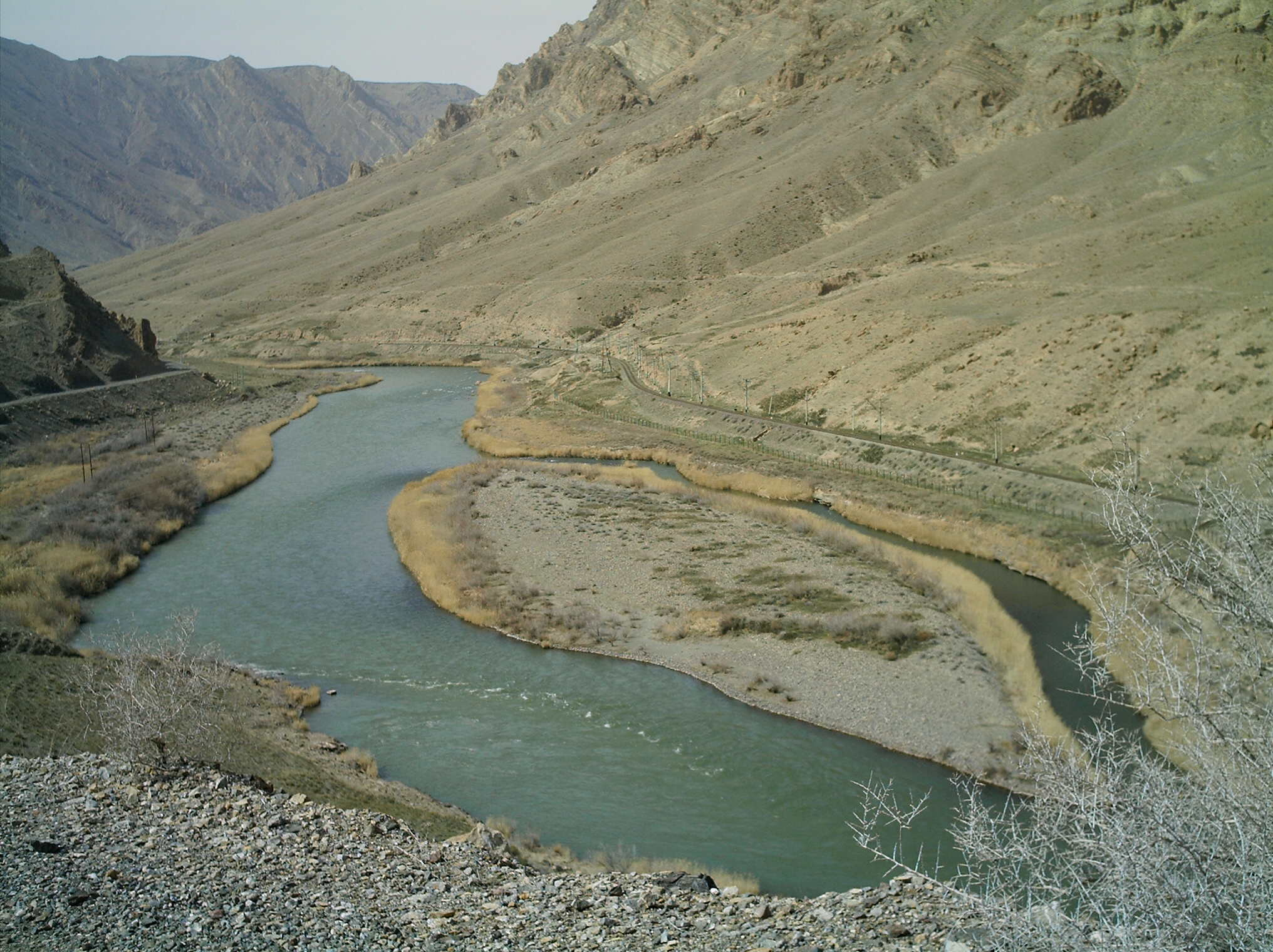
阿拉斯河

阿拉斯河（羅馬化：Araks，波斯語：‎），亚美尼亚称之为阿拉克斯河，是歐亞大陸高加索地區的河流，流經土耳其、亞美尼亞、阿塞拜疆和伊朗，河道全長1,072公里，流域面積102,000平方公里，為庫拉河的最大支流。